# 卡拉奇伊夫齊
48°56′8″N 27°15′2″E / 48.93556°N 27.25056°E
卡拉奇伊夫齊（烏克蘭語：Карачіївці）是位於烏克蘭西部的村莊，由赫梅利尼茨基州裡赫梅利尼茨基區的溫基夫齊市鎮負責管轄。該村始建於1431年，面積2.94平方公里，2001年人口644，人口密度每平方公里218.8人。